# Велико общество
Великото общество е името на поредица от вътрешнодържавни програми в Съединените американски щати, обявени от Линдън Джонсън в Охайския университет и по-късно задвижени от него и колегите му демократи в Конгреса през 60-те. Две от основните цели на социалните реформи на Великото общество са премахването на бедността и расовата несправедливост. Пуснати са нови основни финансови програми, които се фокусират върху образованието, здравеопазването, градските проблеми и транспорта. По своя обхват и размах Великото общество наподобява дневния ред на Новия курс на Франклин Рузвелт.
Някои от предложенията на Великото общество са незавършени инициативи от програмата Нови граници на Джон Кенеди. Успехът на Джонсън зависи от уменията му да убеждава, удвоени от категоричната победа на Демократическата партия на изборите през 1964, след която Камарата на представителите се запълва с най-много либерали от 1938 година насам.
Настроените против военщината демократи се оплакват, че изхарчените пари за Виетнамската война задушават Великото общество. Макар някои от програмите да са прекратени или да имат по-нисък бюджет, много от тях продължават да действат, включително Медикеър, Медикейд, Закона за възрастните американци и финансирането на федералното образование. Програмите на Великото общество се разрастват при управленията на Ричард Никсън и Джералд Форд.